# Austal
Austal jest australijską firmą, która specjalizuje się w projektowaniu i budowie statków z aluminium. Jej główne produkty to promy pasażerskie i towarowe, luksusowe jachty i okręty wojskowe.